# Webflow
Webflow, Inc.是一間美國公司，總部位於舊金山，為企業與設計師們提供網站建設, 網站設計與網站托管服務即 SaaS 軟體即服務。他們的視覺化編輯器平台允許用戶設計、建構和啟動網站。

## 概述
Webflow 是一個SaaS應用 程式，允許設計人員使用基於瀏覽器的視覺化編輯軟體建構響應式網站 (RWD)。 當設計人員使用該工具時，Webflow 會自動生成HTML 、 CSS和JavaScript 。  
基於 Webflow 建構的網站由Amazon Cloudfront提供托管在Fastly上。  Webflow 是一個內置 CMS 的一體化平台。它不需要外部外掛。 

## 公司
Webflow 由 Vlad Magdalin（ Intuit Brainstorm 的創辦人）、Sergie Magdalin 和 Bryant Chou（前 Vungle Inc. 的首席技術官）于 2013 年創立）公司于2013年畢業於Y Combinator的創業加速器。  Webflow 從Khosla Ventures 、 Y Combinator 、 Tim Draper和其他科技行業投資者那裡籌集了風險投資。  2019 年，Webflow 獲得了由Accel領投的 7200 萬美元 A 輪融資。  2021 年 1 月，Webflow 在 B 輪融資中籌集了 1.4 億美元。
網站建設行業的其他競爭對手包括 Squarespace 、  Weebly 、 和Wix.com 